# کاترین مار
کاترین رابرتس مار (به انگلیسی: Katherine Roberts Maher) مدیر اجرایی سابق بنیاد ویکی‌مدیا از ژوئن ۲۰۱۶ تا آوریل ۲۰۲۱ است. پیش از این او ریاست دفتر ارتباطات را از آوریل ۲۰۱۴ عهده‌دار بود. وی سابقه کار در بانک جهانی، یونیسف و AccessNow.org (به عنوان مدیر حامی) را دارا است.

## اوایل زندگی و تحصیلات
کاترین مار در ویلتون ایالات متحدهٔ آمریکا زاده شد. به دبیرستان ویلتون رفت و پس از دانش‌آموختگی از دبیرستان در سال ۲۰۰۳ برای تحصیل زبان عربی به دانشگاه آمریکایی قاهره رفت.
در سال ۲۰۰۵ در رشته مطالعات اسلامی و خاورمیانه از دانشگاه نیویورک مدرک کارشناسی گرفت.

## زندگی شخصی
مار ساکن سان‌فرانسیسکو است. وی علاوه بر انگلیسی به سه زبان فرانسوی، عربی و آلمانی صحبت می‌کند.